# Cuatro Caminos (álbum)
Cuatro Caminos é o quinto álbum da banda mexicana de rock Café Tacuba, lançado em 2003.

## Faixas
Todas as faixas escritas e compostas por Café Tacuba. 
| N.º | Título                                                 | Duração |  |
| 1.  | "Cero y Uno" ("Zero and One")                          | 3:52    |  |
| 2.  | "Eo" (aka "Eo (El sonidero)"; "Eo (The Disc Jockey")   | 2:14    |  |
| 3.  | "Mediodía" ("Midday")                                  | 3:56    |  |
| 4.  | "¿Qué Pasará?" ("What Will Happen?")                   | 2:20    |  |
| 5.  | "Camino y Vereda" ("Path and Sidewalk")                | 4:05    |  |
| 6.  | "Eres" ("You Are")                                     | 4:28    |  |
| 7.  | "Soy o Estoy" ("Am I (in essence) or Am I (in state)") | 2:48    |  |
| 8.  | "Encantamiento Inútil" ("Useless Enchantment")         | 6:29    |  |
| 9.  | "Recuerdo Prestado" ("Borrowed Memory")                | 3:30    |  |
| 10. | "Puntos Cardinales" ("Cardinal Points")                | 4:43    |  |
| 11. | "Desperté" ("I Woke Up")                               | 3:09    |  |
| 12. | "Tomar el Fresco" ("To Take Fresh Air")                | 2:57    |  |
| 13. | "Hoy Es" ("Today Is")                                  | 5:01    |  |
| 14. | "Hola Adiós" ("Hello Goodbye")                         | 3:41    |  |